# Ray Dalio
Raymond Thomas Dalio (8 de agosto de 1949)  é um investidor e gestor de hedge funds americano conhecido por fundar a Bridgewater Associates, em 1975, que se tornaria o maior hedge fund do mundo em 2005 e novamente em 2013.  Dalio atuou como co-diretor de investimentos até 2022.
Dalio também é autor do livro Princípios: Vida e Trabalho, publicado em 2017, sobre gestão corporativa e filosofia de investimento, que foi destaque na lista dos mais vendidos do The New York Times .
Dalio é ainda diretor do Comitê Nacional de Relações Estados Unidos-China .

## Carreira

### Faculdade
Dalio teve dificuldade em encontrar uma faculdade para se matricular. Eventualmente iniciou os estudos no CW Post College, um campus da Long Island University . Dalio negociava ações na faculdade como já fazia antes, mas sentiu-se atraído por algo novo: futuros de commodities . Os futuros de commodities tinham baixas necessidades de financiamento à época, e Dalio sabia que poderia lucrar mais do que com ações. Nessa época ele também adotou a Meditação Transcendental, que pratica até hoje.
Após graduado, trabalhou como atendente na Bolsa de Valores de Nova Iorque. Lá, testemunhou o choque Nixon, que retirou os Estados Unidos do padrão ouro. Lá, Dalio e um colega iniciaram a empresa que um dia se tornaria a Bridgewater Associates. Começou como uma pequena empreitada para especulação com commodities, que acabou falhando.

### Início profissional
Após realizar uma pós-graduação em Harvard, Dalio se casou e iniciou uma família, morando em um galpão convertido, de onde também negociava commodieites. Dalio trabalhava na bolsa de Nova Iorque negociando futuros de commidities. Depois, trabalhou como diretor de commodities na Dominick & Dominick LLC. Em 1974 passou a trabalhar como broker na Shearson Hayden Stone, de Sandy Weil, que se tornaria famoso por fundar o Citigroup. Dalio discordava da cultura da empresa, buscando um ambiente com maior liberdade e espírito de universidade. Em um momento, pagou uma stripper para tirar as roupas em uma convenção com potenciais clientes. Em outro momento, bebendo com colegas de trabalho, brigou com seu chefe, socondo-o no rosto, sendo posteriormente demitido.

### Bridgewater Associates
Apesar do seu comportamento agressivo, vários clientes da Shearson Hayden Stone mantiveram a confiança em Dalio e continuaram a permitir-lhe gerir o seu dinheiro. Com esse capital, ele conseguiu recompor o início de seu hedge fund. Em 1975, ele fundou a Bridgewater Associates em seu apartamento de dois quartos em Nova York. A grande chance de Dalio veio quando o McDonald's se tornou cliente de sua empresa. A Bridgewater então começou a crescer rapidamente. A empresa contratou clientes maiores, incluindo os fundos de pensão do Banco Mundial e da Eastman Kodak . Em 1981, a empresa abriu um escritório em Westport, Connecticut, onde Ray e sua esposa queriam constituir família. Dalio começou a se tornar conhecido fora de Wall Street depois de lucrar com a quebra da bolsa de valores de 1987 . No ano seguinte, ele apareceu em um episódio do Oprah Winfrey Show intitulado "Do Foreigners Own America?" Em 1991, lançou a principal estratégia da Bridgewater, "Pure Alpha", uma referência à letra grega que, na terminologia de Wall Street, representa a sobretaxa que um gestor financeiro pode ganhar acima de um determinado valor de referência do mercado, como o NASDAQ . Em 1996, Dalio lançou o All Weather, um fundo pioneiro em uma estratégia estável e de baixo risco que mais tarde ficou conhecida como paridade de risco .

### Ascenção
A Bridgewater Associates se tornou o maior fundo de hedge do mundo em 2005. De 1991 a 2005, perdeu dinheiro em apenas três anos civis e nunca mais de 4%. Durante o mesmo período, o S&P 500 também teve três anos de queda, incluindo um retorno negativo de 22,1% em 2002. O fundo cresceu em tamanho usando o modelo padrão de hedge funds, que cobra uma taxa de administração de 2% dos ativos e uma taxa de performance de 20% dos lucros anuais acumulados. Em 2005, Dalio administrava dinheiro para grandes entidades, incluindo o Sistema de Aposentadoria dos Funcionários Públicos da Califórnia (CalPERS), de US$ 196 bilhões, o Sistema de Aposentadoria dos Funcionários do Estado da Pensilvânia (Penn SERS ou SERS), de US$ 27 bilhões, o National Australia Bank Ltd., com sede em Melbourne, e o fundo de pensão da United Technologies Corp, com sede em Hartford, Connecticut. Em 2007, a Bridgewater sugeriu que poderia haver uma crise financeira global, e em 2008 Dalio publicou "Como funciona a máquina econômica: um modelo para entender o que está acontecendo agora", um ensaio avaliando o potencial de várias economias por vários critérios. O total de activos sob gestão da empresa aumentou para 50 mil milhões de dólares em 2007 (acima dos 33 mil milhões de dólares sete anos antes).
Em 2011, Dalio publicou por conta própria um livro de 123 páginas, Princípios, em que descreve sua filosofia de investimento e gestão corporativa. Em 2012, ele apareceu na lista anual Time 100 das 100 pessoas mais influentes do mundo. Em 2011 e 2012, a Bloomberg Markets o listou como uma das 50 pessoas mais influentes . Sob a liderança de Dalio, o fundo Pure Alpha II da Bridgewater teve apenas três anos de perdas em sua história, com um retorno médio de 10,4%. Dalio controlou a Bridgewater Associates ao lado dos co-diretores de investimentos Bob Prince e Greg Jensen desde a sua criação. Dalio foi ainda co-CEO da Bridgewater por 10 meses antes de anunciar em março de 2017 que deixaria o cargo como parte de uma mudança em toda a empresa até 15 de abril A empresa passou por uma transição de gestão e patrimônio de sete anos para encontrar um substituto. Jon Rubinstein, co-CEO do fundo, foi anunciado, e Dalio manteria uma função consultiva. Em outubro de 2017, a Bridgewater Associates tinha US$ 160 bilhões em ativos sob gestão . Referindo-se à personalidade que o levou ao sucesso nos investimentos, Dalio disse que se considera um “hiperrealista” e que é motivado em compreender os mecanismos que ditam como o mundo realmente funciona, sem acrescentar julgamentos de valor abstratos.
Uma reportagem investigativa do New York Times de novembro de 2023, baseada no livro do jornalista financeiro do jornal, Rob Copeland, levantou questões sobre as afirmações que Dalio e o fundo tinham feito sobre a sua filosofia e metodologia de investimento. Por exemplo, o relatório indicou que os investimentos do fundo se baseiam em grande parte nas escolhas do próprio Ray Dalio, e não no sofisticado sistema de investimento que Dalio e a empresa elogiaram; e que as escolhas de investimento são orientadas por informações privilegiadas, obtidas legalmente, derivadas de associações pessoais de Dalio com atores governamentais proeminentes. Os advogados de Dalio ameaçaram abrir um processo multibilionário contra a editora MacMillan pelo que alegam ser uma representação imprecisa da empresa e de Dalio.

## Visão política

### Capitalismo e desigualdade socioeconómica
Embora Dalio tenha afirmado que o capitalismo é geralmente o melhor sistema econômico, ele argumenta que precisaria ser reformado. Em 7 de abril de 2019, Dalio disse no 60 Minutes que a desigualdade de rendimentos nos Estados Unidos era uma emergência nacional que exigia reforma. Em Julho de 2019, apelou novamente ao refinamento do capitalismo e classificou a desigualdade de riqueza como uma emergência nacional.

### China
Dalio é da visão de que a China emergerá como uma superpotência global, superando os Estados Unidos. Dalio aponta a crescente população de cidadãos bem-educados, bem como o crescimento contínuo da China na obtenção e processamento de dados, que muitas manchetes chamam de “o novo petróleo”, como fatores para essa ascenção. Dalio também considerou a China favorável do ponto de vista do investidor. Ele disse que os fundamentos da economia chinesa eram fortes e os seus activos tinham preços relativamente atrativos. Dalio minimizou e negou as violações dos direitos humanos na China, comparando em vez disso o governo chinês a um "pai estrito". A posição de Dalio em relação à China gerou críticas.

### Filantropia
No geral, a família Dalio doou mais de US$ 5 bilhões para sua fundação, e a fundação distribuiu mais de US$ 1 bilhão em doações de caridade.
Em abril de 2011, Dalio e sua esposa aderiram ao Giving Pledge de Bill Gates e Warren Buffett, prometendo doar mais da metade de sua fortuna para causas de caridade durante sua vida. Ele criou a Fundação Dalio, que funciona como seu veículo filantrópico pessoal. No final de 2012, a fundação Dalio tinha acumulado ativos de 590 milhões de dólares. Em 2013, Dalio contribuiu com outros US$ 400 milhões para a fundação, que aumentou seus ativos para cerca de US$ 842 milhões.
Através de sua fundação, Dalio direcionou milhões em doações para a Fundação David Lynch, que promove e patrocina pesquisas sobre Meditação Transcendental .
A Fundação Dalio também contribuiu para o National Philanthropic Trust, para projetos de erradicação da poliomielite .
Dalio faz parte do conselho de administração do Hospital Presbiteriano de Nova York desde 2020. Em fevereiro de 2020, a Fundação Dalio doou US$ 10 milhões para apoiar os esforços de recuperação da pandemia de COVID-19 . Em março de 2020, a fundação doou US$ 4 milhões ao estado de Connecticut para financiar cuidados de saúde e nutrição. Em 13 de outubro de 2020, o NYP lançou o Dalio Center for Health Justice, uma organização de pesquisa e defesa, que se concentrará na redução das diferenças no acesso a cuidados de saúde de qualidade que afetam esmagadoramente as comunidades negras com uma doação de US$ 50 milhão de Dalio. O dinheiro foi usado para estabelecer o Dalio Center for Health Justice.
A fundação também apoiou o Fund for Teachers, uma iniciativa que apoia bolsas de aprendizagem profissional para professores. A fundação faz parte de um grupo que apoiou o lançamento em 2018 do Audacious Project do TED, uma iniciativa para financiar empreendedores sociais que trabalham para resolver problemas globais. Em março de 2019, a Forbes nomeou Dalio como um dos gestores e negociadores de hedge funds mais lucrativos. Um foco especial de sua filantropia são os oceanos do mundo e os efeitos de danificá-los. O iate de pesquisa e o submarino de Dalio apareceram no Discovery Channel durante a Semana do Tubarão e foram usados para caçar uma lula gigante. Em 2018, a OceanX, uma iniciativa da família Dalio, e a Bloomberg Philanthropies comprometeram 185 milhões de dólares ao longo de quatro anos para proteger os oceanos. Em 2019, Dalio prometeu US$ 100 milhões para escolas públicas de Connecticut.
Dalio também apoiou a Aliança Volcker, um grupo de políticas públicas liderado pelo antigo presidente da Reserva Federal, Paul Volcker .
No geral, a família Dalio doou mais de US$ 5 bilhões para sua fundação, e a fundação distribuiu mais de US$ 1 bilhão em doações de caridade.

## Prêmios
Em 2012, Dalio recebeu o Golden Plate Award da American Academy of Achievement apresentado pelo cofundador do Carlyle Group David Rubenstein, durante o International Achievement Summit em Washington, DC A CNBC listou os Princípios entre os 13 Melhores Livros de negócios de 2017. Dalio foi chamado de “Steve Jobs dos Investimentos” pelas revistas AiCIO e Wired .